# Friedlinde Gurr-Hirsch

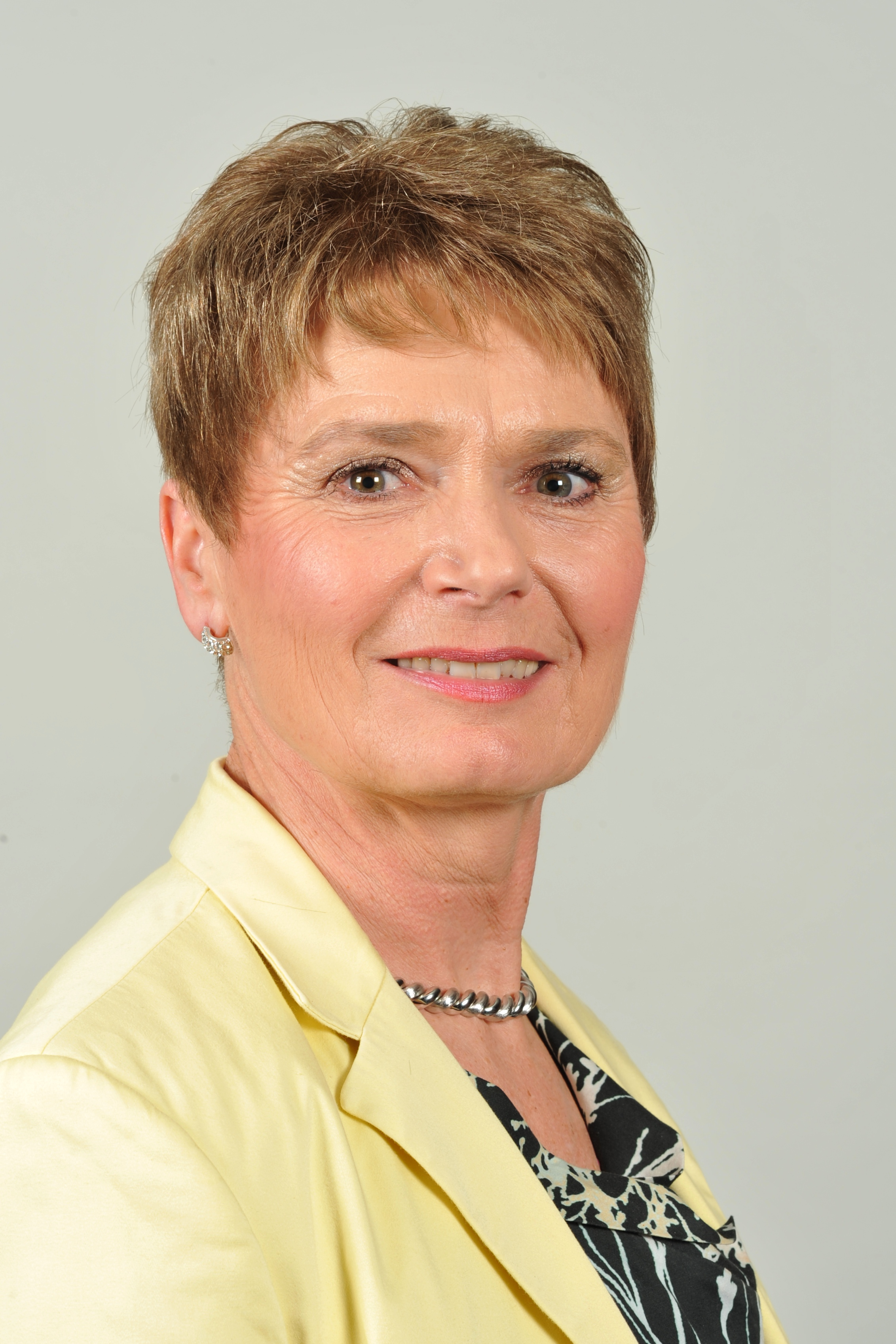
Friedlinde Gurr-Hirsch 2013

Friedlinde Gurr-Hirsch (* 21. Juni 1954 in Untergruppenbach; geborene Friedlinde Gurr) ist eine deutsche Politikerin der CDU. Sie war von 2001 bis 2021 Abgeordnete im Landtag von Baden-Württemberg. Außerdem war sie von 2004 bis 2011 und von 2016 bis 2021 Politische Staatssekretärin im Ministerium für Ernährung und Ländlichen Raum. Von 2011 bis 2016 war sie stellvertretende Vorsitzende der CDU-Landtagsfraktion.

## Ausbildung und Beruf
Nach dem Abitur am Justinus-Kerner-Gymnasium in Heilbronn und dem Studium für das Lehramt an beruflichen Schulen an der Berufspädagogischen Hochschule in Stuttgart-Hohenheim mit den Fächern Volks- und Betriebswirtschaft, Politik und evangelische Theologie arbeitete sie als Studienrätin an der kaufmännischen Berufsschule Andreas-Schneider-Schule in Heilbronn.

## Ehrenamt
Im Jahr 1976 wurde Friedlinde Gurr-Hirsch zur Württembergischen Weinkönigin und 1976/77 auch zur Deutschen Weinkönigin gewählt. Sie war Mitinitiatorin des Rates für Frauen, ein Modellprojekt des Sozialministeriums Baden-Württemberg, das sie von 1997 bis 2004 als Mitglied des Beirates mitgestaltete. Friedlinde Gurr-Hirsch leitete von 1979 bis 1988 als Vorsitzende den Kreisverband Heilbronn der Europa-Union Deutschland. Als ehrenamtliche Kreisvorsitzende führt sie seit 2001 den Blasmusikkreisverband Heilbronn e. V. Außerdem wurde sie 2011 in den Vorstand des Vereins Burgfestspiele Stettenfels e. V. und zur Vorsitzenden des Arbeitskreises Heimatpflege im Regierungsbezirk Stuttgart e. V. gewählt. Seit 2012 ist sie Vizepräsidentin bei der Bundesvereinigung Deutscher Musikverbände e. V.

## Politische Tätigkeit
Nach zweijähriger Mitgliedschaft im Kreisvorstand der Jungen Union Heilbronn trat Friedlinde Gurr-Hirsch im Jahre 1978 in die CDU ein.
Seit 1993 übt sie im CDU-Kreisverband Heilbronn das Amt der stellvertretenden CDU-Kreisvorsitzenden aus und wirkt seit 2001 im Bezirksvorstand der CDU Nordwürttemberg mit. Von 1980 bis 2004 übte Friedlinde Gurr-Hirsch das Amt der Gemeinderätin in Untergruppenbach aus. Sie war dort 23 Jahre lang Fraktionsvorsitzende und von 1994 bis 2004 auch Stellvertreterin des Bürgermeisters. Im Jahre 1984 wurde Friedlinde Gurr-Hirsch in den Kreistag des Landkreises Heilbronn gewählt, wo sie bis 2004 als Mitglied im Schul- und Kulturausschuss sowie im Verwaltungsausschuss und seit 1985 auch als stellvertretende Vorsitzende der CDU-Kreistagsfraktion agierte. Von 1994 bis 2004 war Friedlinde Gurr-Hirsch Mitglied der Verbandsversammlung des Regionalverbandes Heilbronn-Franken und dort von 2000 bis 2004 erste stellvertretende Vorsitzende der CDU-Fraktion.    
2001, 2006, 2011 und 2016 errang Gurr-Hirsch im Landtagswahlkreis Eppingen das Erstmandat. Von 2004 bis 2011 war sie als Staatssekretärin im Ministerium für Ernährung und Ländlichen Raum Baden-Württemberg Mitglied der Landesregierung. Von 2011 bis 2016 war sie stellvertretende Vorsitzende der CDU-Landtagsfraktion. In der grün-schwarzen Landesregierung von 2016 bis 2021 war sie erneut Staatssekretärin im Ministerium für Ländlichen Raum und Verbraucherschutz. Zur Landtagswahl 2021 kandidierte sie nicht erneut. Seit 2020 ist sie Vorsitzende der Bürgerinitiative pro Region Heilbronn-Franken.

## Privates
Gurr-Hirsch ist verheiratet und Mutter von drei Kindern. Sie ist evangelischer Konfession.